# バイオレントストーム
『バイオレントストーム』（Violent Storm）とは、1993年にコナミから発売された業務用ベルトスクロールアクションゲーム。本作はコナミ最後のベルトスクロールアクションである。

## 操作方法
8方向レバーで移動。2つのボタンは攻撃とジャンプ。2つのボタンを同時に押すと、体力を消費するが通常攻撃より強力な必殺技を出せる。

## ストーリー
暴力集団グロスは、ストレイカーという街を支配し近隣を荒らし回っていた。グロスを率いるゲルドは側近のレッド・フレディに命じて、美女のシーナを誘拐させた。ウェイド、ボリス、カイルは、彼女を救出すべく暴力集団グロスに戦いを挑む。

## 主人公側

### プレイヤーキャラクター
ウエイド（WADE）
本作の主人公ポジションの金髪青年。バランスタイプのキャラクター。飛び蹴りのリーチが3人の中で最も長い。
ボリス（BORIS）
サングラスをかけた黒人男性。パワータイプのキャラクター。3人の中で唯一敵を掴みながら移動でき、重量級の相手を投げる際にボタンを連打しなくても潰されない。
カイル（KYLE）
素肌にベストを着用した青年。スピードタイプのキャラクター。大半の攻撃が蹴りで構成されてる事から3人の中で地上攻撃のリーチが最も長く正面からの殴り合いに強い

### サブキャラクター
シーナ（SHEENA）
本作のヒロインであり、プレイヤーキャラクターの3人と共に旅を続ける金髪の白人美女。グロスの美女狩りにあい、レッド・フレディにさらわれてしまう。

## 敵キャラクター

### 雑魚キャラクター
タルカス（TALCUS）
モヒカン頭のチンピラ。本作で最も弱い敵。色によって名前が若干違う。
ジャクソン（JAXOM）
ポンチョを着た男。タルカスと同じくらい弱い。
リュウケン（RYUKEN）
カンフー服を着た東洋系の男。色によって名前が若干違う。
クロスボーン（CROSSBONES）
鉄パイプを所持した男。
Dr.ホーガン（Dr.HOGUN）
爆弾を投擲しながら逃げていく上半身が裸の男。
ギガデス（GIGADEATH）
チェーンを所持した長髪の男。
リーザ（LIZA）/エリザ（ELIZA）
ナイフを所持したロングヘアでボディコンの女。赤髪がリーザで、金髪がエリザ。
ロリポップ（LOLLYPOP）
上半身が裸で過剰な肥満体の男。火炎放射と体当たりが得意。色によって名前が若干違う。
スパイク（SPIKE）
スパイクの付いたアーマーを着用した男。色によって名前が若干違う。
ブル（BULL）
5面から登場するダベルの色違い。ただし一部の攻撃は使わない。

### ボスキャラクター
ダベル（DABEL）
ステージ1ボス。トゲ付きハンマーを持った大男。マスクを被っているが、一定の攻撃を加えると外れる。
ジョー（JOE）
ステージ2ボス。巨大な切符切りを所持した車掌風の男。体力がかなり少なくなると素手で攻撃する。
ドライガー（DRIGGER）
ステージ3ボス。獣の頭骨で出来た兜を被った大男。
ドイル（DOYLE）
ステージ4ボス。ジェットパックを背負い、腕に装着した作業用アームで攻撃する男。倒されるとジェットパックを使って逃げるが、ジェットパックが壊れ、溶鉱炉に落ちて死ぬ。
Mr.ジュリアス（Mr.JULIUS）
ステージ5ボス。戦う時は動き出すマッチョマンの彫刻。プレイヤーに倒されると元の彫刻に戻る。
スレッジ（SLEDGE）
ステージ6ボス。中華鍋で出来たアーマーとシールドで武装した男。時々テレポートする。
レッド･フレディ（RED FREDY）
ステージ7の中ボス。緑色の肌で鋭い爪をした怪人。ゲルドの側近で、シーナをさらった実行犯。
ゲルド（GELD）
最終ボス。戦う前は少年だが、戦闘時にはフランケンシュタインのような巨漢に変身する。

## ステージ
1・STATION
最初のステージ。ボスはダベル。
2・TRAIN
貨物列車の上を進んでいく。ボスはジョー。
3・DOWN TOWN
下町を進んでレストランに入って中を進んでいくステージ。ボスはドライガー。
4・INDUSTRIAL AREA
プレスなどのギミックがある工場。ボスはドイル。
5・PARK
公園とビニールハウスを進んでいく。ボスはMr.ジュリアス。
6・PORT TOWN
船着場を海沿いに進んでいく。ボスはスレッジ。
7・MUSEUM
最終面で、敵組織のアジトと化した美術館。ボスはレッド・フレディとゲルドの2連戦。
1周目をコンティニュー無しでクリアすると難易度の高い2周目が始まる。

## 関連作品
- クライムファイターズ